# Gene DeWeese
Gene DeWeese, rodným jménem Thomas Eugene DeWeese (31. ledna 1934, Rochester, Indiana, USA – 19. března 2012), byl americký spisovatel, původně technik, českým čtenářům známý jako autor románů z prostředí Star Trek. Psal pod několika pseudonymy jednak sci-fi, také fantasy, horory či dobrodružné romány pro mládež.

## Životopis
Psát začal povídky už na střední škole. V roce 1953 ukončil studium na Valparaiso Technical Institute a nastoupil jako technik do firmy General Motors. Než se stal profesionálním spisovatelem beletrie, napsal řadu technických prací např. pro NASA. Psaní knih se věnoval plně od roku 1974. Vydáno mu bylo přes 40 románů různých žánrů (ovšem s převahou sci-fi) a některé z nich psal ve spolupráci s Robertem Coulsonem.
Používal řadu pseudonymů, mimo hlavního s Gene i Jean De Weese a jiné.

## Vydané knihy

### Star Trek

#### První originální série
- 1987 Chain of Attack, česky vydáno roku 1992 pod názvem Enterprise v ohrožení
- 1988 The Final Nexus
- 1991 Renegade

#### Série Nová generace
- 1988 The Peacekeepers, česky vydáno roku 2000 jako Strážci míru
- 1995 Into the Nebula
- 2005 Engines of Destiny